# 碎誓
碎誓（英語：Minced oath），是英語中的修辭手法，利用委婉的表達方式，通過故意拼錯、錯誤發音替換髒話、褻瀆或禁忌詞或短語的一部分，以減少原詞令人反感的特徵。一個例子是用「天哪」（gosh）替代「上帝」（god）一詞。
許多語言都有這樣的表達。在英語中，幾乎所有的髒話都有委婉的變體。

## 構成
英語中形成碎誓的常用方法是利用押韻和頭韻法。因此，「血腥」（bloody）這個詞可以轉化成「盛開」（blooming）或「紅潤」（ruddy）一詞。押韻的碎誓，可以用來修補罵人的話語，允許說話者說被禁止的詞，然後變成更容易接受的表達方式。在押韻俚語中，押韻委婉語經常被截斷，以消除押韻；詞語「刺」（prick）轉化成漢普頓威克（Hampton Wick），後又縮成漢普頓（Hampton）。另一個著名的例子是「屄」（cunt）與「伯克利亨特」（Berkeley Hunt）押韻，後來縮寫為伯克（berk）。頭韻也可以與韻律對等結合，例如用偽褻瀆的「猶大祭司」（Judas Priest）一詞，取代了對「耶穌基督」（Jesus Christ）的褻瀆使用。
碎誓也可以通過縮短字母來形成：例如，「b」代表「血腥」或「f」代表「操你」（fuck）。有時從其他語言借來的詞彙會變成碎誓，例如「胡說」（poppycock）來自荷蘭語的「pappe kak」，意思是「稀爛大便」。委婉詞「空格」（blank）是對破折號的諷刺方法，破折號有時用來代替印刷品的褻瀆詞。它至少可以追溯到1854年，當時卡斯伯特·比德寫道：「我不會為這樣的空白（blank）提供空虛（blank）的空格（blank）。 我很茫然（blank），如果他看起來不像吞了一條白（blank）鱈魚。」到1880年代，它產生了派生形式「遮」（blanked）和「遮掩」（blankety），英國長壽電視問答節目的名稱《毫無道理》（Blankety Blank）就結合兩者。同樣的方式，「嗶嗶聲」（bleep）源於在廣播中使用一種掩蓋褻瀆語言的聲音，其詞後成為這種方式的委婉詞。廣東話中的一個例子是因為高登論壇的粗口Filter之故而以「Hi Auntie」、「Hihi」等過濾器用的替代字眼取代廣東話的髒話。
中文中一個押頭韻的委婉髒話例子是台灣一些人所用的「機車」。臺灣的部分闽南话使用者對於令人不滿的人會以粗俗詞語「欠姦」（臺羅：khiàm-kàn）形容之，甚至以「膣屄」（臺羅：tsi-bai，發音近似普通话的「機掰」）取代「欠姦」，後來民國80年代（1990年代）的學生族群中，一些人在第一個音「機——」發出後，因感到不雅或故意作為玩笑，而第二個音改接「車」，遂成為「機車」。

## 歷史
據說克里特島國王拉達曼迪斯禁止他的臣民對諸神發誓，暗示他們改為對公羊、鵝或梧桐樹發誓。蘇格拉底偏愛拉達曼迪斯式嚴格誓言「憑着狗」（by the dog），「狗」通常被解釋為指明亮的「狗之星」（Dog Star），即是天狼星。阿里斯托芬提到人們過去常常用鳥而不是神發誓，並補充說，占卜者蘭彭「每當他要欺騙你時」，就會對鵝發誓。由於沒有召喚任何神明，蘭彭可能認為可以安全地打破這個誓言。
《聖經》中就有許多的碎誓例子。例如，〈雅歌〉被視為一個世俗的文本，使用上帝的名字或頭銜是不合適的。因此，在第2.7節中，書拉密說：「耶路撒冷的眾女子阿、我指著羚羊、或田野的母鹿、囑咐你們、不要驚動、不要叫醒我所親愛的、等他自己情願。」希伯來語單詞「瞪羚」（ṣᵉba'ot）和「狂野的」（aylot haśśadeh）是上帝頭銜的迂迴詞，前者用於「萬軍之神」或「YHWH」；後者用於指代「伊勒沙代」（el šadday）。
在英語中最早使用碎誓至少可以追溯到14世紀，當時使用「gog」和「kokk」這兩個對上帝的委婉說法。其他早期的碎誓包括1528年出現，指代耶穌的詞彙「Gis」或「Jis」。
伊麗莎白時代晚期的戲劇包含大量碎誓，可能是由於清教徒反對起誓有關。1598年至1602年間首次記錄了七個新的碎誓，包括莎士比亞用「血」（'sblood）替代「藉著上帝的血」（By God's blood）；本·瓊森用「輕微」（slight）替代「上帝之光」（God's light）；歷史學家約翰·海沃德用「蝸牛」（snailst）替代「上帝的指甲」（God's nails）。1606年，《限制演員濫用法》正式禁止在舞台上起誓，隨後在1623年全面禁止起誓。1650年代的其他碎誓例子包括1598年出現，用「幻燈片」（slid）替代「上帝的眼皮」（By God's eyelid）；1602年出現，用「腳」（'sfoot）替代「靠著上帝的腳」（By God's foot）和「小動物」（Gadzooks）替代「靠著上帝的鉤子」（By God's hooks），在17世紀後期，「加德」（egad）是「上帝啊」（oh God）的意思，「啊，錐子」（ods bodikin）用來替代「靠著上帝錐子」（By God's bodkins）。
在某些情況下，這些碎誓的原始含義已被遺忘了；碎誓「真相」（'struth）替代「憑著上帝的真理」（By God's truth），最後拼寫為「傳播」（strewth），字詞「傷口」（Wounds）相關的碎誓「咄」（Zounds）在元音大推移中改變了發音，但是原本「傷口」（Wounds）一詞卻沒有轉變，使它聽起來不再像「上帝的傷口」（By God's wounds）的原始含義。

## 接受度
儘管碎誓不如它們所源自的表達字眼那麼強烈，但一些聽者可能仍然覺得它們具有攻擊性。1550年的一位作家認為「無用的誓言」（idle oaths）音近「憑着公雞」（by cocke）即「憑着上帝」（by God），「憑着鼠腳的十字架」（by the cross of the mouse foot）、「憑着聖雞」（by Saint Chicken）成為「最可惡的褻瀆」。莎士比亞的戲劇《奧賽羅》的對開本版本中省略了碎誓「血」（'sblood）和「咄」（zounds），這可能是受清教徒影響的審查制度之結果。1941年，一位美國聯邦法官以藐視法庭威脅一位律師使用「該死的」（darn）一詞。「咄」（zounds）對現代人來說可能聽起來很有趣和古老，然而，直到1984年，專欄作家詹姆斯·J·基爾帕特里克在1970年6月使用了「咄」（zounds），並在1973年6月12日在《斯巴達堡先驅報》寫了〈咄！列根瘋了嗎？〉的文章。詹姆斯·J·基爾帕特里克說在印刷使用這個字眼之後，他收到投訴說「咄」（zounds）是褻瀆神明的，因為它起源於「上帝的傷口」。

## 文學與審查
在文學和媒體中經常可以找到碎誓，作家有時會面臨描繪罵髒話角色的問題，並且經常在他們的寫作中加入碎誓而不是褻瀆的字眼，這樣他們就不會冒犯觀眾或招致審查。一個例子是《裸者與死者》，出版商要求作者諾曼·梅勒在他的反對意見中使用碎誓詞「fug」。1919年威廉·薩默塞特·毛姆在他的小說《月亮和六便士》中提到了這個問題，敘述者在其中解釋說：「根據尼科爾斯船長的說法，斯特里克蘭並沒有完全使用我給出的詞，但是由於這本書是為家庭閱讀而設計的，我覺得最好——不惜代價——把國內圈子裡熟悉的語言放進他的嘴裏。」
J·R·R·托爾金在《魔戒》中也有類似的虛構褻瀆詞，他在小說的附錄F中寫道：「但是半獸人和食人妖說話的時候他們會這樣，他們的語言實際上比我展示的更墮落和骯髒。我不認為任何人會希望更接近的演繹，雖然例子很容易找到。」

## 另見
- 避諱
- 神獸 (惡搞)

## 註腳
1. ↑  它本身可能是「聖母」（By Our Lady），即基督教人物聖母瑪利亞的音節省略。
2. ↑  經文中文翻譯取自聖經和合本修訂版。
3. ↑  指基督十字架上的聖釘。
4. ↑  「錐子」（bodkins）是1709年聖釘的碎誓。